# Lubumbashi Sport
El Lubumbashi Sport es un equipo de fútbol de Congo-Kinshasa que juega en la Linafoot, la liga de fútbol más importante del país.

## Historia
Fue fundado en el año 1926 en la ciudad de Lubumbashi, por lo que es el club de fútbol más viejo de la ciudad. Han sido de la Copa de Congo en una ocasión, el único título importante que han ganado en su historia.
A nivel internacional han participado en un torneo continental, en la Recopa Africana 1981, en la cual fueron eliminados en la primera ronda por el FC 105 Libreville de Gabón.

## Palmarés
- Copa de Congo: 1

1980

## Participación en competiciones de la CAF
| Temporada | Torneo          | Ronda | Club              | Casa | Visita | Global  |
| --------- | --------------- | ----- | ----------------- | ---- | ------ | ------- |
| 1981      | Recopa Africana | 1     | FC 105 Libreville | 4-3  | 0-1    | 4-4 (a) |